# ユウレイグモ
ユウレイグモ Pholcus crypticolens Bösenberg & Strand, 1906 は、ユウレイグモ科のクモの１種。野外に住み、岩陰などにシート状の網を張る。別名にノジユウレイグモがある。

## 特徴
野外性の小型のクモ。体長は雌で5～6mm、雄では4～5mm。全体に淡い黄褐色をしており、歩脚は細長い。頭胸部はほぼ円形をしており、背甲は淡黄褐色で、中窩と胸部の周辺部には褐色の斑紋がある。眼は8眼で左右に3眼(前側眼と後中眼、後側眼)が集まり、中央に前中眼があり、前中眼は他の眼よりやや小さい。両側にある3眼ははっきりした隆起の上にある。前列眼の前端を線で結ぶとほぼ真っ直ぐになる。腹部は円筒形をしていて淡い灰褐色、で背面にははっきりした灰褐色の斑紋がある。歩脚は淡い黄褐色。歩脚には環のような斑紋がある。

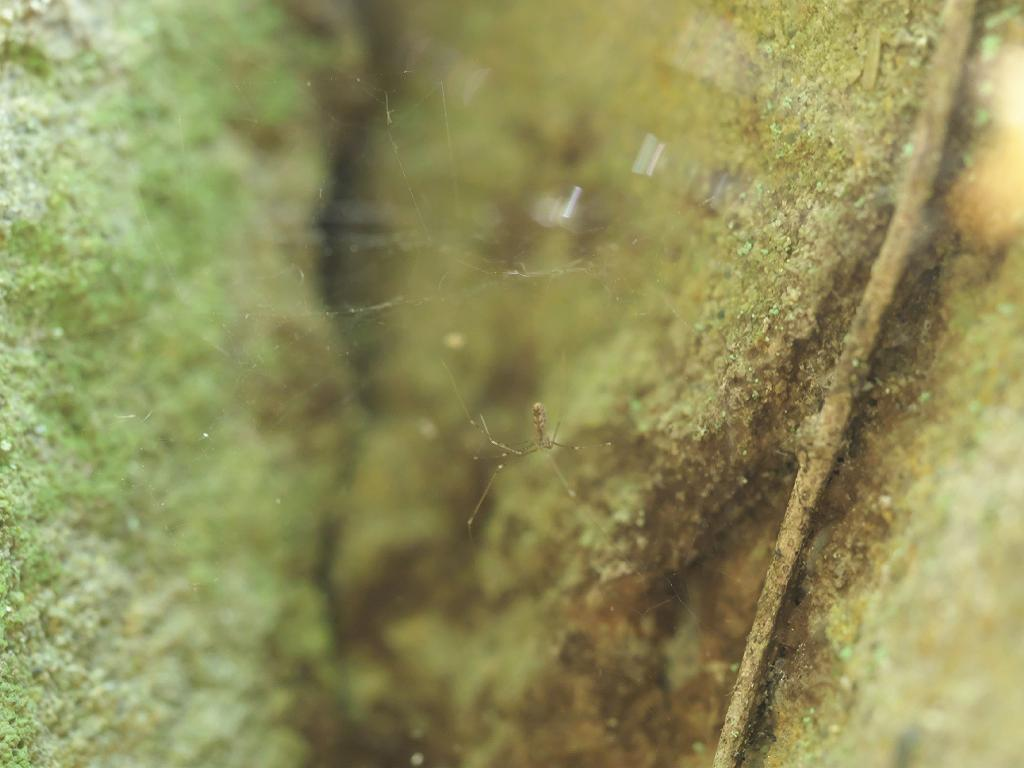
背面の様子・腹背の斑紋が見える

## 分布
日本固有種で、北海道から本州、四国、九州、南西諸島に分布する。

## 生態など
草の間や低木の薄暗い場所に生息する。樹木の根元に出来る雨露や岩の希眼、崖地などに不規則網を張り、刺激すると網を激しく揺さぶる。
成体は春から夏にかけて出現する。雌は20～30個の卵を糸でかがった卵塊を作り、口器に着けて保護する。飼育下では幼生は五回の脱皮で成体となり、自然、及び短日条件下ではこれに1.5～3ヶ月を要し、短日条件下では終齢幼生の時期が延びて3～6ヶ月を要したという。

## 分類、類似種など
ユウレイグモ属は日本からは11種ほどが知られている。この内でもっともよく知られているのはイエユウレイグモ P. phalangioides で、この種は世界に広く分布する家屋内性の種である。本種に比べると体長が雌では大きいものだと10mmに達するもので、本種よりかなり大きい。また野外で見ることはない。野外で見られるものとしてはヒゴユウレイグモ P. higoensis が2008年に熊本県から発見記載され、現在では本州、四国、九州に分布することが確かめられているが、この種は体長3～4mmとかなり本種より小さく、また地上に倒れたタケの中に網を張るという少々特殊な生態を持っているものである。他に南西諸島にはミナミユウレイグモ P. nagasakiensis、ヨシクラユウレイグモ P. yoshikuraiなどが知られており、多少の斑紋などの違いはあるが、生殖器など細部の検討が必要のようである。